# Дипломатически мисии на Латвия
Това е списък на дипломатическите мисии на Латвия по целия свят, единствено не са посочени почетните консулства. Латвия разполага с малка мрежа от дипломатически мисии по света, което се дължи най-вече на факта, че е малка по население и територия страна.

## Европа
- Австрия
  - Виена (посолство)
- Беларус
  - Минск (посолство)
  - Витебск (консулство)
- Белгия
  - Брюксел (посолство)
- Великобритания
  - Лондон (посолство)
- Германия
  - Берлин (посолство)
  - Бон (консулство)
- Гърция
  - Атина (посолство)
- Дания
  - Копенхаген (посолство)
- Естония
  - Талин (посолство)
- Ирландия
  - Дъблин (посолство)
- Испания
  - Мадрид (посолство)
- Италия
  - Рим (посолство)
- Литва
  - Вилнюс (посолство)
- Норвегия
  - Осло (посолство)
- Полша
  - Варшава (посолство)
- Португалия
  - Лисабон (посолство)
- Русия
  - Москва (посолство)
  - Санкт Петербург (генерално консулство)
  - Псков (консулство)
- Словения
  - Любляна (посолство)
- Украйна
  - Киев (посолство)
- Унгария
  - Будапеща (посолство)
- Финландия
  - Хелзинки (посолство)
- Франция
  - Париж (посолство)
- Нидерландия
  - Хага (посолство)
- Чехия
  - Прага (посолство)
- Швеция
  - Стокхолм (посолство)

## Северна Америка
- Канада
  - Отава (посолство)
- САЩ
  - Вашингтон (посолство)

## Африка
- Египет
  - Кайро (посолство)

## Азия
- Азербайджан
  - Баку (посолство)
- Грузия
  - Тбилиси (посолство)
- Израел
  - Тел Авив (посолство)
- Казахстан
  - Астана (посолство)
- Китай
  - Пекин (посолство)
- Турция
  - Анкара (посолство)
- Узбекистан
  - Ташкент (посолство)
- Япония
  - Токио (посолство)

## Междудържавни организации
- - Брюксел – ЕС и НАТО
  - Виена – ООН и други организации
  - Женева – ООН и други организации
  - Ню Йорк – ООН
  - Париж – ЮНЕСКО
  - Рим – ФАО
  - Страсбург – Съвет на Европа